# Эстерсон, Аарон
Аарон Эстерсон (англ. Aaron Esterson, 23 сентября 1923 — 15 апреля 1999) — британский психиатр, практиковавший в Глазго, представитель движения антипсихиатрии. Соавтор Р. Д. Лэйнга, один из основателей Филадельфийской ассоциации наряду с Лэйнгом.
Учился в университете Глазго, после университета организовал в Израиле терапевтическую общину для лиц с психическими расстройствами — кибуц, в котором статус психически больного пациента был упразднён и общиной управляли сами пациенты.
В конце 1950-х годов Эстерсон и Лэйнг занялись исследованием семей лиц с шизофренией, организовав исследовательскую группу, в которую входили Лэйнг, Эстерсон, Дэвид Шерритт и на некоторое время Питер Лоумас, получившую название «Тавистокская группа по исследованию шизофреников и их семей». Помимо непосредственных членов группы, в неё в качестве помощников входило также множество сотрудников Тавистокского института. Проект был направлен на изучение межличностных взаимодействий внутри семьи. Сотрудничество Эстерсона и Лэйнга длилось около пяти лет, и в 1963 году была сдана в издательство, а в 1964 вышла из печати их соавторская книга «Здравомыслие, безумие и семья».
После завершения соавторского проекта Эстерсон и Лэйнг сотрудничали в рамках Филадельфийской ассоциации и организованной в Лондоне терапевтической общины Кингсли-холл, однако из-за разногласий Эстерсон в 1968 году покинул общину и вышел из Филадельфийской ассоциации.
Так как исследование, лёгшее в основу книги «Здравомыслие, безумие и семья», не было завершено, Лэйнг и Эстерсон время от времени возобновляли разговор о завершении проекта и книги, однако в конечном счёте Эстерсон продолжил только свою часть проекта. В конце 1970 года из печати вышла книга «Весенние листья» (англ. The Leaves of Spring), продолжающая идеи «Здравомыслия, безумия и семьи».

## Взгляды
В своих работах Эстерсон продолжает развитие метода социальной феноменологии, разработанного Лэйнгом, и дополняет его психоанализом. Исследуя шизофреногенные семьи, он отходит от понятия психической болезни как патологического процесса: шизофрения для Эстерсона — это ответ на социальную практику семьи, в которую включён «шизофреник», а вовсе не проблема одного человека. Естественнонаучной парадигме и пониманию психического заболевания как процесса, при котором больной становится неодушевлённым, рассматривается подобно объекту или вещи, Эстерсон противопоставляет диалектическое исследование, ведь только оно, по утверждению Эстерсона, может пролить свет на смысл социальной ситуации. Эстерсон подчёркивает, что под диалектической наукой он подразумевает «исследование взаимодействия людей и групп людей, противопоставляя его исследованию естественных событий, входящему в предметную область естествознания». Диалектическая наука рассматривает человека не как пассивный объект, но как субъект активных отношений, и представляет жизнь людей как пространство межличностных отношений. В диалектической науке взаимодействие является центральным событием человеческой жизни, конституирующим пространством человеческой личности, пространством формирования идентичности. По мнению Эстерсона, нельзя исследовать личность, не обращая внимания на её взаимоотношения с другими личностями. При этом исследование отношений предполагает вовлечение и исследователя: наблюдатель сам вовлекается в изучаемые им взаимоотношения между людьми, одновременно и изучая, и конституируя область исследования; и сам наблюдатель, и клиническое взаимодействие становятся частью пространства исследования.
Одним из ключевых понятий при изучении социальной группы является, по Эстерсону, понятие противоречия: противоречия запускают внутригрупповые проблемы и, возможно, даже приводят к развитию шизофрении. Эстерсон определяет противоречие как «опыт одновременной констатации и отрицания проблемы» в пределах социальной системы. Примером множественного противоречия с запутанной структурой Эстерсон называет ситуацию двойного послания, описанного Грегори Бейтсоном. Противоречие, как подчёркивает Эстерсон, не синонимично конфликту: о противоречии можно говорить лишь в том случае, если в конфликте один или несколько участников взаимодействия выказывают неожиданную реакцию на ситуацию либо отсутствие ожидаемой реакции, и их реакция идёт вразрез с практикой, принятой в социальной группе. Социальная группа устанавливает образцы поведения и межличностного взаимодействия, которые обязаны разделять все её члены, а противоречие представляет собой результат кризиса этих образцов; из этого следует, что снять противоречие могут только сами члены группы, а одному терапевту-исследователю это не под силу. Терапевт не может сам изменить ситуацию в социальной группе, он может влиять на ситуацию в группе лишь опосредованно, подталкивая, активизируя внутригрупповые процессы.
Как утверждает Эстерсон, диалектическую природу социальных внутригрупповых процессов можно понять только изнутри, и здесь неприменима аналитическая рациональность; лишь изнутри группы может быть прочувствовано и вскрыто основное её противоречие, отягощающее социальную ситуацию и требующее снятия. Чтобы понять опыт больного, опыт восприятия его семьёй и опыт каждого члена семейной системы, необходимо включиться в группу и тотализировать весь предшествующий опыт, все предшествующие синтезы и все тотализации. Посредником для социальной группы, по мнению Эстерсона, может стать терапевт-психоаналитик. Интерпретируя происходящие процессы, он описывает свой опыт, и с помощью сопоставления члены группы могут увидеть особенности своих переживаний, своего поведения и восприятия внутригрупповых процессов. Иными словами, интерпретация психоаналитика создаёт промежуточное пространство посредничества, благодаря которому можно лучше понять особенности социальной системы. Снятие противоречия социальной системы влечёт за собой изменение опыта и поведения всех участников взаимодействия.
Иногда социальная группа может оказаться не готова к осознанию противоречия и изменениям, и в этих случаях терапевтические отношения формируются только с теми членами группы, кто готов двигаться дальше, и групповая терапия может включать элементы индивидуальных сессий. Как подчёркивает Эстерсон, здесь нельзя использовать силу, поскольку изменения социальной ситуации можно достичь только добровольно и всеми членами группы. Залогом успешных изменений могут явиться даже первоначальный провал и регрессия: неудача тогда оказывается стимулом к повторной тотализации ситуации, и эта тотализация включает уже и факт предыдущей неудачи. Роль диалектически ориентированного терапевта, по словам Эстерсона, «подобна роли акушерки, терпеливо способствующей рождению нового экзистенциального порядка, уже готового появиться на свет».
Диалектическое понимание ситуации предполагает не только диалектическое мышление, но и диалектическое действие, которое конституирует в исследовании смысл социальной ситуации; рефлексия социальной ситуации и действие в ней в пределах диалектической рациональности неразделимы. Само исследование при этом представляет собой практику, способствующую экзистенциальной реализации; диалектическое осмысление требует действия и достигается посредством действия.
По Эстерсону, когда снимается актуальное принципиальное социальное противоречие, социальная система претерпевает радикальные изменения, а такое снятие может произойти только посредством расширения социальной практики, которая включает имеющееся противоречие в более широкий социальный контекст. На уровне психотерапевтической ситуации при этом происходит осознание прежде неосознаваемых противоречий благодаря рассмотрению их в межличностном и внутриличностном контексте. Однако снятие противоречия не означает его упразднения и исчезновения — изменение социальной ситуации приводит к возникновению нового противоречия, имеющего уже другие истоки, но являющегося не менее актуальным и принципиальным, чем предыдущее.
Шизофрения, по мнению Эстерсона, является результатом неразрешённого внутригруппового, внутрисемейного противоречия, которое сопровождается мистификацией. Эстерсон отмечает, что «человек признаётся психически здоровым, если соответствует институциональным нормам»: психиатры, как правило, оценивают психическое здоровье людей исходя из общепринятых норм поведения и опыта и в случае несоответствия им человека признаю́т его больным и навязывают ему помощь в развитии стратегий адаптации к обществу. Как утверждает Эстерсон, такое понимание шизофрении как присущего исключительно одному человеку эндогенного процесса представляет собой следствие ошибочного аналитически-позитивистского мировоззрения. Этой позиции Эстерсон противопоставляет рассмотрение шизофрении как социальной ситуации, как стратегии, с помощью которой семья формулирует то, что она не может сформулировать в рамках семейной системы, её норм и принципов организации.
В семейных группах лиц с шизофренией, по Эстерсону, имеет место нарушение восприятия группой самой себя, нарушение восприятия себя отдельными её членами и изменённое восприятие группой её отдельных членов, в том числе тех, кого называют шизофрениками. По причине имеющей место мистификации отношений группа за отношениями, сфантазированными её членами, перестаёт видеть отношения реальные: например, супруги могут описывать свои отношения как замечательные, хотя давно перестали быть по-настоящему близкими людьми.
Говоря о социальном смысле шизофрении, Эстерсон использует ветхозаветную метафору козла отпущения, указывая, что это явление несёт символический смысл изгнания жертвы, на которой вымещают всю вину и ненависть племени, и осмысляет функцию этой процедуры как инстинктивную репрессию социальной группы. Именно такая ситуация, на взгляд Эстерсона, наблюдается в семьях «шизофреников». Стигматизация одного из членов семейной группы как душевнобольного представляет собой результат возвращения подавляемого инстинкта в неинстинктивной форме. На этого единственного «козла отпущения» семья вымещает собственные проблемы, проблемы, связанные с поддержанием собственной целостности.
Диалектическое исследование душевного заболевания должно связать пациента со средой, с социальной группой, в которую он включён. Согласно Эстерсону, социально-ориентированное исследование шизофрении должно быть последовательно направлено на: 1) каждого члена семьи; 2) отношения между её членами; 3) саму семью как систему. Исследователь-терапевт при этом движется по следующему пути: 1) исследование конкретного случая; 2) прояснение паттернов группового поведения; 3) прояснение паттернов опыта; 4) связывание опыта с поведением, с межличностным опытом и межличностным взаимодействием. На протяжении всего исследования следует проводить идентификацию и снятие противоречий социальной системы, и лишь таким образом можно прояснить базовые паттерны социальной практики группы.
Первыми зацепками при исследовании являются самоопределение самого пациента и особенности идентификации его остальными членами семьи, взаимосвязанные в рамках социальной группы в неразрывном единстве. Эти маркеры дают возможность на первых стадиях вскрыть особенности групповых отношений в семье, особенности социальной практики семейной группы. Терапевт-исследователь должен погрузиться в сложную запутанную сеть идентификаций: в сеть взаимных симпатий и антипатий, повседневных отношений и обязанностей, ссор, обид, взаимных претензий, приятия и неприятия. Все проблемы личности, по Эстерсону, коренятся в межличностных конфликтах, и для того чтобы помочь самому человеку, необходимо работать с его социальным окружением — таков основной тезис Эстерсона, повторяемый им вслед за Лэйнгом. Вскрыть социальную связку — значит вскрыть и проработать конфликт, благодаря этому минимизировав и сами личностные симптомы.
Вслед за Лэйнгом Эстерсон развивает также теорию перерождения — пути обретения нового личностного единства и личностного постижения, в основе которого лежит трансцендентальный опыт (Лэйнг называет такое перерождение метанойей, а Эстерсон реверсией). Длиться подобный опыт может от нескольких мгновений до нескольких лет, запускает его работа с глубинными слоями личности, которая проводится в рамках йоги или психоанализа; либо личностная фрагментация в социальной ситуации, сопровождающаяся мистификацией и неподлинным опытом; либо употребление наркотических веществ, таких как ЛСД и мескалин, в том случае, если они применяются под контролем профессионалов-медиков.
Реверсия, согласно Эстерсону, основана на регрессе в прошлое, путешествии во вневременный мир, пред-личный и вне-личный. Осуществляется переход между пред-личным и личным, на первый план выходят связи между пред-личностным и космическим, личным и мирским. Как пишет Эстерсон, «во вневременном опыте обновления отсутствует всякий опыт „я“ и „не-я“, всякое различие между „здесь“ и „не-здесь“, нет никакого перцептивного опознания. Поэтому человек беззащитен и социально зависим». Так как этот опыт пред-эгоистичен и в нём отсутствует разделение на личный и общий мир, на «я» и других, то всё, что происходит, воспринимается как происходящее в едином и ещё неделимом пространстве до-рефлексивного опыта. При этом полностью исчезает «я» человека, утрачивается различие между многим и одним; в итоге, по Эстерсону, всё воспринимается одновременно и как принадлежащее к «я», и как к нему не принадлежащее, множественный окружающий мир и внутриличностный мир становятся едины и сливаются.
Успешный опыт перерождения подразумевает и обратное движение к восстановлению; для Эстерсона это регрессивно-прогрессивное движение. При переходе от регресса к прогрессу дезинтегрированное сознание устремляется к собственной обновлённой интеграции, что связано с открытием и осознанием подлинных собственных возможностей и их последующей реализацией.
Процесс прогресса не всегда безобиден и безопасен, он может повлечь за собой падение в переживаемый мистический, космогонический, мифологический и прочий опыт — в подобных случаях не человек интегрирует опыт, а опыт поглощает его. Проявлением такой поглощённости, как считает Эстерсон, отчасти является шизофрения; на макроуровне он считает таким проявлением, в частности, нацизм как мистическую одержимость. Иными словами, обновление не всегда осуществляется благополучно, иногда приводя лишь к укреплению эгоцентризма, блокированию позитивных изменений личности, а порой даже к личностной катастрофе. Как и любое рождение, оно может быть связано с риском неблагоприятного исхода.
Если же перерождение происходит благополучно, осуществляется изменение центра сознания и трансформация модуса опыта на более успешный для человека в его общении с другими и с самим собой; при этом, по утверждению Эстерсона, «…человек переживает преобразованный опыт эго, опыт своего „я“, где эго представляется как инструмент, посредством которого он актуализирует в открытости другим свои подлинные личностные возможности в свете пережитого им опыта личностной деструкции и восстанавливает отношения с истоками этого опыта».

## Список произведений
- Laing, R.D. & Esterson, A. Collusive Function of Pairing in Analytic Groups // British Journal of Medical Psychology. — June 1958. — Vol. 31, no. 2. — P. 117–123. — doi:10.1111/j.2044-8341.1958.tb01959.x.
- Laing, R.D. & Esterson, A. Sanity, Madness, and the Family: Families of Schizophrenics. — Penguin Books, 1964. — ISBN 0-14-021157-8.
- Esterson A., Cooper D. G., Laing R. D. Results of family-orientated therapy with hospitalized schizophrenics. (англ.) // British medical journal. — 1965. — Vol. 2, no. 5476. — P. 1462—1465. — PMID 5849436. [исправить]
- Esterson, A. Leaves of Spring: Study in the Dialectics of Madness (Stud. in Existentialism S). — Tavistock Publications, 1970. — ISBN 0-422-73210-9.
- Esterson, A. The Leaves of Spring: Study in the Dialectics of Madness (Pelican S.). — Penguin Books Ltd, 1972. — ISBN 0-14-021458-5.
- Лэнг Р., Эстерсон А. Безумие. Семейные корни. — КнигоМир, 2012. — 288 с. — 4000 экз. — ISBN 978-5-9780-0500-4.
- Лэнг Р.Д., Эстерсон А. Безумие: семейные корни: [влияние семьи на развитие личности]. — Екатеринбург: Литур, 2012. — 286 с. — (Мастерская человека). — ISBN 978-5-9780-0500-4.